# بکرایی
بکرایی (Aegle marmelos) گیاهی از خانوادهٔ سدابیان است که در هند، ایران، پاکستان و بنگلادش دیده شده‌است. این گیاه در هند به صورت سنتی به عنوان دارو و غذا مورد استفاده قرار می‌گیرد. بکرایی درختچه‌ای در اندازهٔ متوسط است. خاردار و دارای برگ‌های مرکز نسبتاً دراز به طول ۵ سانتی‌متر است و برگچه‌های آن ظاهر بیضوی نوک‌تیز نازک دارند. گل‌های آن دارای مشخصات کلی انواع Citvusها و به رنگ سفید مایل به به سبز است. منشأ اصلی آن در هند بوده‌است. میوه‌اش مدور به رنگ خاکستری گوشت‌دار و دارای طعم شیرین است. پوست بسیار سفتی دارد، بسیار خوشبو و طعم مطبوع دارد. مطالعات بر روی میوهٔ بکرایی نشان داد روغن‌های ضروری آن بر ضد ۲۱ نوع باکتری مؤثر هستند. در تحقیقی اثر کنسانتره آب میوهٔ بکرایی بر روی میزان گلوکز، کلسترول، تری‌گلیسرید، کرآتینین و فعالیت آنزیم سرم خون موش‌های صحرایی دیابتی اثرات کاهندهٔ کنسانترهٔ بکرایی بر میزان قند و چربی خون در موش‌های دیابتی مشاهده گردید. ریشه، دانه و میوه آن ارزش درمانی دارد. مغز آن شامل ترکیبات فعال از جمله کاروتنوئید، فنولیک، آلکالوئید، ترپنوئید است که علیه بیماری‌های مزمن استفاده می‌شوند. این میوه شامل ویتامین‌های آ، ریبوفلاوین و نیاسین است. همچنین برای درمان انگل‌های روده استفاده می‌شود. با کسب نتایج مطلوب و فراهم بودن شرایط تولید تجاری می‌توان از عصارهٔ این میوه برای درمان انواع عفونت‌های میکروبی قارچی و به عنوان نگهدارندهٔ غذایی و مؤثر در جلوگیری از سرطان و پیری زودرس استفاده نمود.

## ساختار شیمیایی
درخت بکرایی حاوی فوروکومارین‌ها، از جمله زانتوتوکسل و متیل استر آلئومپراتورین، و همچنین فلاونوئیدها، روتین و مارمسین است. تعدادی اسانس؛ و از بین آلکالوئیدهای آن، فارگارین (= آلوکیپتوپین)، O- ایزوپنتنیل هالفوردینول، O- متیل هافوردینول. ایگلین (N-[2-hydroxy-2(4-methoxyphenyl) ethyl]-3-phenyl-2-propenamide) ترکیبی است که می‌تواند از برگ‌های بکرایی استخراج شود.

## شرایط اقلیمی
بکرایی بومی شبه‌قارهٔ هند و جنوب شرق آسیا است و در سراسر سری‌لانکا، تامیل نادو، تایلند و مالزی کشت می‌شود. در جنگل‌های خشک و باز روی تپه‌ها و دشت‌ها در ارتفاعات ۰ تا ۱۲۰۰ متر با میانگین بارندگی سالانهٔ ۵۷۰ تا ۲۰۰۰ میلی‌متر می‌تواند رشد کند. در هند به این دلیل که می‌تواند در مکان‌هایی رشد کند که درختان دیگر نمی‌توانند در آن رشد کنند، شهرت دارد. با طیف وسیعی از شرایط خاک (محدودهٔ پی‌اچ ۵ تا ۱۰) می‌تواند دوام بیاورد، در برابر غرقابی مقاوم است و تحمل دمایی غیرعادی از ۷- تا ۴۸ درجهٔ سانتی‌گراد دارد. و سرانجام برای میوه دادن به فصل خشک مشخصی در طول سال نیاز دارد.

## نگارخانه
- درخت
- گیاه کوچک
- برگ
- برگ‌ها و میوه
- میوه رسیده، هند
- داخل میوه
- بذرهای خشک شده میوه رسیده
- تکه‌های خشک شده میوه